# Oculina patagonica
Oculina patagonica är en korallart som beskrevs av de Angelis 1908. Oculina patagonica ingår i släktet Oculina och familjen Oculinidae. IUCN kategoriserar arten globalt som livskraftig. Inga underarter finns listade i Catalogue of Life.